# 卡塔孔布嶺
78°5′S 163°24′E / 78.083°S 163.400°E
卡塔孔布嶺（英語：Catacomb Ridge）是南極洲的山嶺，位於維多利亞地的斯科特海岸，處於卡塔孔布山以南，屬於丹頓山脈的一部分，海拔高度1,280米，現時由南極條約體系管理。